# Haikou Tower
La Haikou Tower est un gratte-ciel en construction à Haikou, capitale de la province insulaire de Hainan, en Chine. Il devrait culminer à 428 mètres pour 94 étages. 